# Nicki Sørensen
Nicki Sørensen (Hillerød, 14 maggio 1975) è un dirigente sportivo ed ex ciclista su strada danese.
Professionista dal 1999 al 2014, ha vinto una tappa alla Vuelta a España 2005 e una al Tour de France 2009. Dal 2019 fa parte del management del team Israel Cycling Academy.

## Carriera
Il suo approccio alla bicicletta avvenne in età avanzata, dato che fino a 19 anni si dilettava nella corsa.
Passò professionista nel 1999, accasandosi presso il team danese Chicky World. Al termine della stagione si trasferì al Team Fakta, con il quale ottenne buoni risultati e si meritò la convocazione per i Giochi olimpici di Sydney.
Nel 2001 venne tesserato dal team di Bjarne Riis, la CSC-Tiscali, formazione con la quale partecipò a cinque Tour de France consecutivi; in quelle edizioni della Grande Boucle garantì un grande apporto alla squadra ed al proprio capitano Tyler Hamilton, il quale riuscì a vincere la sedicesima tappa del Tour de France 2003 proprio grazie a Sørensen (che, nonostante fosse in fuga, lo aspettò). Negli anni Sørensen ha ottenuto anche vittorie di tutto rispetto, tra cui una tappa alla Vuelta a España 2005 e una al Tour de France 2009, e quattro titoli nazionali in linea.
Con la Nazionale danese ha partecipato a tre edizioni dei Giochi olimpici e a sei edizioni dei Campionati del mondo.
Nel giugno 2015 ammette in un'intervista di aver fatto uso di sostanze dopanti all'inizio della sua carriera, negando però di essere stato indirizzato da Bjarne Riis a farlo.

## Palmarès
- 1999

Lemvig-Holstebro-Lemvig
4ª tappa Rheinland-Pfalz-Rundfahrt
- 2000

1ª tappa Circuit des Mines
Classifica generale Circuit des Mines
Rund um die Hainleite
Lemvig-Holstebro-Lemvig
- 2003

Campionati danesi, Prova in linea
- 2005

Grand Prix d'Ouverture La Marseillaise
18ª tappa Vuelta a España (Avila > Avila)
- 2008

Campionati danesi, Prova in linea
- 2009

12ª tappa Tour de France (Tonnerre > Vittel)
2ª tappa Post Danmark Rundt (Aars > Århus)
- 2010

Campionati danesi, Prova in linea
- 2011

Campionati danesi, Prova in linea
- 2012

Gran Premio Bruno Beghelli

### Altri successi
- 1999

Criterium di Echt
- 2005

Criterium di Charlottenlund
4ª tappa Tour Méditerranéen (cronosquadre, Bouc-Bel-Air > Berre-l'Étang)
- 2006

5ª tappa Giro d'Italia (cronosquadre, Piacenza > Cremona)
1ª tappa, 2ª semitappa, Settimana Internazionale di Coppi e Bartali (cronosquadre, Misano Adriatico)
1ª tappa Vuelta a España (cronosquadre, Malaga)
- 2007

Criterium di Charlottenlund
Eindhoven Team Time Trial
- 2008

CSC Copenhagen Cycling
- 2011

Designa Grandprix

## Piazzamenti

### Grandi Giri
- Giro d'Italia

2006: 77º
2008: 34º
2010: 72º
- Tour de France

2001: 49º
2002: 20º
2003: 44º
2004: 88º
2005: 71º
2008: 118º
2009: 31º
2010: 155º
2011: 95º
2012: 99º
- Vuelta a España

2003: 87º
2005: 38º
2006: 28º
2011: 120º
2012: 155º
2013: 100º

### Classiche monumento
- Milano-Sanremo

2012: 60º
2014: 32º
- Giro delle Fiandre

2014: 13º
- Parigi-Roubaix

2014: 89º
- Liegi-Bastogne-Liegi

2001: 100º
2002: 17º
2003: 38º
2004: 60º
2005: 17º
2006: ritirato
2007: 21º
2008: 25º
2009: 26º
2010: 84º
2011: 21º
2012: 46º
2013: 17º
- Giro di Lombardia

2001: 26º
2002: ritirato
2004: ritirato
2005: 57º
2006: ritirato
2009: ritirato
2012: 43º
2014: ritirato

### Competizioni mondiali
- Campionati del mondo su strada

Verona 1999 - In linea Elite: 44º
Verona 2000 - In linea Elite: 41º
Zolder 2002 - In linea Elite: 144º
Verona 2004 - In linea Elite: 39º
Salisburgo 2006 - In linea Elite: 12º
Copenaghen 2011 - In linea Elite: 43º
Ponferrada 2014 - In linea Elite: ritirato
- Giochi olimpici

Sydney 2000 - In linea: 40º
Atene 2004 - In linea: 60º
Pechino 2008 - In linea: 25º
Londra 2012 - In linea: 58º